# Funzione di Huber
La funzione di Huber è una funzione usata in analisi della regressione, che ha la proprietà di essere meno sensibile agli outlier rispetto alla somma dei quadrati residui. Introdotta da Peter Jost Huber nel 1964, è comunemente usata in metodi di regressione quali ricerca di stimatori M e modelli additivi.

## Definizione

Funzione di Huber (verde,) e somma dei quadrati residui (blu)

La funzione di Huber è quadratica per piccoli valori di {\displaystyle x}, e lineare per valori più grandi. È definita a tratti come
{\displaystyle L_{\delta }(x)={\begin{cases}{\frac {1}{2}}{x^{2}}&{\text{per }}|x|\leq \delta ,\\\delta (|x|-{\frac {1}{2}}\delta ),&{\text{altrimenti.}}\end{cases}}}
ed è continua e differenziabile nei punti di congiunzione dove {\displaystyle |x|=\delta }.
Esistono diverse approssimazioni lisce della funzione di Huber.
Una variante comune, nota come pseudo-funzione di Huber, è definita come
{\displaystyle L_{\delta }(x)=\delta ^{2}\left({\sqrt {1+(x/\delta )^{2}}}-1\right).}
e approssima {\displaystyle {\frac {x^{2}}{2}}} per valori piccoli di {\displaystyle x}, e una retta con coefficiente angolare {\displaystyle \delta } per valori grandi di {\displaystyle x}.
In problemi di classificazione statistica è usata una variante nota come funzione di Huber modificata, definita come
{\displaystyle L(y,f(x))={\begin{cases}\max(0,1-y\,f(x))^{2}&{\textrm {per}}\,\,y\,f(x)\geq -1,\\-4y\,f(x)&{\textrm {altrimenti.}}\end{cases}}}
dove {\displaystyle f(x)} è la predizione del classificatore (a valori reali) e {\displaystyle y\in \{+1,-1\}} è il valore binario della categoria di {\displaystyle x}.